# Magyar Hangfelvétel-kiadók Szövetsége
Magyar Hangfelvétel-kiadók Szövetsége dawniej Magyar Hanglemezkiadók Szövetsége, w skrócie Mahasz – węgierskie stowarzyszenie producentów fonogramów i wideogramów powstałe w 1992 roku. Jego główne zadanie to reprezentowanie producentów oraz zwalczanie praktyk piractwa fonograficznego. Organizacja zajmuje się również przyznawaniem nagrody węgierskiego przemysłu muzycznego oraz prowadzi cotygodniową listę najpopularniejszych wydawnictw.
Mahasz jest Grupą Krajową Międzynarodowej Federacji Przemysłu Fonograficznego (IFPI), która zrzesza i reprezentuje światowy przemysł muzyczny.

## Notowania
- Top 40 album-, DVD- és válogatáslemez-lista
- Single (track) Top 40 lista